# Heinz Zucker
Heinz Zucker (* 23. April 1910 in Berlin; † nach 1958 vermutlich in den USA) war ein deutscher Schriftsteller.

## Leben
Über Zuckers Leben ist wenig bekannt. 1910 in Berlin-Charlottenburg als Sohn des Kaufmanns Leiser Benem (auch: Ludwig) Zucker und dessen Frau Gertrud geb. Thron geboren, nahm er 1928 an der Friedrich-Wilhelms-Universität zu Berlin ein Jura-Studium auf, das er als jüdischer Studierender wenige Monate nach der Machtübernahme der Nationalsozialisten im April 1933 abbrach.
Bereits 1927 wurden von Willi Fehse und Klaus Mann fünf Gedichte des zu diesem Zeitpunkt erst siebzehnjährigen Dichters in den ersten Band einer in Hamburg im Gebrüder-Enoch-Verlag verlegten Anthologie jüngster Lyrik aufgenommen. Die frühe Lyrik Zuckers changiert zwischen jugendlich-schwärmerischer und existentialistisch-düsterer Tonalität und kreist thematisch um die „Erlebnisse [von] Stadt, Abend und Meer“.
Ein Jahr nach seinem literarischen Debüt mit dem Band Poet von heute: Gedichte gab Zucker 1931 zusammen mit Robert Seitz die Anthologie neuer Großstadtdichtung Um uns die Stadt heraus, die 1938 von den Nationalsozialisten auf deren Liste des schädlichen und unerwünschten Schrifttums gesetzt wurde. Zu dieser Anthologie hatten bedeutende zeitgenössische Dichter, u. a. Bert Brecht, Johannes R. Becher, Lion Feuchtwanger, Max Herrmann-Neisse, Erich Kästner, Rudolf Leonhard, Erich Mühsam, Joachim Ringelnatz und Kurt Tucholsky Gedichte beigesteuert. 1944 erschien im Londoner Exil ein Band mit dem Titel Gedichte mit Gegenwind von ihm.
1939 wohnte er in London und war arbeitslos. 1946 wanderte er in die USA aus und lebte in den Folgejahren in New York City, 1950 offenbar als Klavierhändler. Bei seiner Einbürgerung 1952 ändert er seinen Namen in Robert Henry Kimber. Der letzte bekannte Verweis auf seinen Wohnort New York datiert von 1958.

## Werke
- fünf Gedichte, darunter „Abend“, im ersten Band der von Willi Fehse und Klaus Mann herausgegebenen Anthologie jüngster Lyrik, 1927
- Poet von heute: Gedichte, 1930
- Um uns die Stadt: eine Anthologie neuer Grossstadtdichtung, 1931. Die von Zucker und Robert Seitz herausgegebene Sammlung, die auch drei Gedichte Zuckers enthält, wurde 1986 in der Reihe „Bauwelt Fundamente“ neu aufgelegt.
- Molkereiballade, Gedichte, 1931
- Gedichte mit Gegenwind, Gedichte, 1944